# Breidsvellet
Breidsvellet (norwegisch für Breite Eistafel) ist ein steiler Gletscherhang im ostantarktischen Königin-Maud-Land. Im Borg-Massiv liegt er auf der Ostseite des Jøkulskarvet.
Norwegische Kartografen, die den Gletscherhang auch deskriptiv benannten, kartierten ihn anhand von Luftaufnahmen und Vermessungen der Norwegisch-Britisch-Schwedischen Antarktisexpedition (1949–1952).